# Ria van Hoek-Martens
H.J.G.J. (Ria) van Hoek-Martens (Deurne, 6 maart 1950 – 22 mei 2012) was een Nederlands politicus van D66.
Ze studeerde HBO-B biochemie en werkte van 1968 tot 1980 in Eindhoven op het Philips Natuurkundig Laboratorium. In 1984 werd ze gemeenteraadslid in Bakel en Milheeze en vanaf 1990 was ze daar fractievoorzitter. In 1995 volgde haar benoeming tot burgemeester van Lith. In de zomer van 2000 moest ze tijdelijk die functie neerleggen vanwege gezondheidsproblemen waarbij ze vervangen werd door H.M. Breeveld die voor haar benoeming daar ook al waarnemend burgemeester was. Ongeveer een jaar later kon ze haar functie weer oppakken. In 2003 solliciteerde Van Hoek-Martens zonder succes naar het burgemeesterschap van Sint-Oedenrode. Het jaar erop lukte het haar om burgemeester van de gemeente Loon op Zand te worden.
Begin 2008 kreeg ze opnieuw te maken met ernstige gezondheidsproblemen. In oktober van dat jaar werd Wim Luijendijk door de commissaris van de Koningin als waarnemend burgemeester aangesteld. Omdat de problemen aanhielden, werd ze in februari 2010 eervol ontslagen en werd Luijendijk in april 2010 per Koninklijk Besluit burgemeester van Loon op Zand.